# Erik Simon
Erik Simon (Drezda, 1950. –) német sci-fi-szerző, műfordító és szerkesztő.

## Élete
A középiskola elvégzése után villamosmérnöknek tanult a Drezdai Műszaki Egyetem fizika szakán.
Szerkesztő volt a Verlag Das Neue Berlin kiadónál, ahol a kelet-európai sci-fi-vel foglalkozott. Olaf R. Spittel közösen kiadták az NDK-SF-Lexikon-t.

## Munkássága
Többször megnyerte a Kurd-Laßwitz-díjat, ami a legrangosabb német SF elismerés.
Regényei:
- 1983 Die ersten Zeitreisen
- 1979 Fremde Sterne
- 1988 Science-fiction in der DDR
- 1983 Wenn im Traum der Siebenschläfer lacht
- 1988 Mondphantome
- 2002 Werkausgabe

## Fordítás
- Ez a szócikk részben vagy egészben  az   Erik Simon című német Wikipédia-szócikk fordításán alapul.  Az eredeti cikk szerkesztőit annak laptörténete sorolja fel. Ez a jelzés csupán a megfogalmazás eredetét és a szerzői jogokat jelzi, nem szolgál a cikkben szereplő információk forrásmegjelöléseként.